# Ананьев, Мартын Алексеевич
Марты́н Алексе́евич Ана́ньев (бел. Мартын (Марцін) Аляксеевіч Ананьеў; 14 [27] апреля 1900 года — 11 апреля 1982 года) — участник Гражданской и Великой Отечественной войн. В годы Великой Отечественной войны — парторг 4-й роты 635-го стрелкового полка 143-й стрелковой дивизии 60-й армии Центрального фронта, старший сержант. Герой Советского Союза (3.06.1944), старший лейтенант запаса.

## Биография
Родился 14 (27) апреля 1900 года в бывшей деревне Исайки ныне Городокского района Витебской области (Белоруссия) в крестьянской семье. Русский. Член ВКП(б)/КПСС с 1943 года. Образование начальное.
В армии с 1919 года. Участник Гражданской войны. В 1923 году демобилизован. Работал директором промкомбината в Таганроге.
С августа 1941 года вновь в армии. Участник Великой Отечественной войны с февраля 1942 года. Парторг роты 635-го стрелкового полка старший сержант М. А. Ананьев 18—20 сентября 1943 года в бою за населённый пункт Козелец Черниговской области Украины заменил выбывшего из строя командира роты и умело управлял подразделением. Главный удар пехота врага, поддержанная четырьмя танками и двумя самоходными орудиями «Фердинанд», направила на участок 4-й роты, которой командовал старший сержант Ананьев. Батальон не только отбил атаку, но и первым ворвался в Козелец.
27 сентября 1943 года М. А. Ананьев с группой бойцов в числе первых переправился на правый берег реки Днепр севернее Киева, пошёл в атаку и навязал противнику рукопашный бой. Враг не выдержал и начал отходить. Всю ночь продолжался неравный бой. Против смельчаков, которых вместе с парторгом оставалось немногим больше тридцати, гитлеровцы бросили целый батальон. Рота отразила несколько контратак, чем способствовала расширению захваченного плацдарма.
Указом Президиума Верховного Совета СССР от 3 июня 1944 года
за образцовое выполнение боевых заданий Командования на фронте борьбы с немецкими захватчиками и проявленные при этом отвагу и геройство

старшему сержанту Ананьеву Мартыну Алексеевичу присвоено звание Героя Советского Союза с вручением ордена Ленина и медали «Золотая Звезда» (№ 3900).
После войны старший лейтенант М. А. Ананьев — в запасе. Жил и работал в городе Таганроге Ростовской области. Умер 11 апреля 1982 года.

## Награды и звания
- Медаль «Золотая Звезда» Героя Советского Союза
- Орден Ленина
- Орден Отечественной войны I степени
- Орден Славы III степени
- Медали, в том числе:
  - Медаль «За победу над Германией в Великой Отечественной войне 1941—1945 гг.»
  - Юбилейная медаль «Двадцать лет Победы в Великой Отечественной войне 1941—1945 гг.»
  - Юбилейная медаль «Тридцать лет Победы в Великой Отечественной войне 1941—1945 гг.»

## Память
- Похоронен на Новом кладбище в Таганроге.
- Имя М. А. Ананьева на Аллее Героев Советского Союза — уроженцев Городокского района (2020), ул. Баграмяна в Городке (Витебская область). На стеле нанесен QR-код, позволяющий узнать информацию, посмотреть архивные фотографии и документы Героя.